# Sęk (Będków)
Sęk – część wsi Będków w Polsce, położona w województwie łódzkim, w powiecie sieradzkim, w gminie Burzenin.
W 1933 roku w Łódzkim Dzienniku Wojewódzkim widniał jako wieś znajdująca się w gromadzie wsi Będków.
W latach 1975–1998 administracyjnie należał do województwa sieradzkiego.